# 쓰쓰이 준케이
쓰쓰이 준케이(일본어: 筒井順慶)는 센고쿠 시대부터 아즈치모모야마 시대까지의 무장, 센고쿠 다이묘이다. 득도 후 준케이로 불리기 전에는 무로마치 막부 13대 쇼군·아시카가 요시후지(후의 요시테루)의 헨키에 의해 후지카쓰(藤勝), 후지마사(藤政)라 불렸다. 야마토 쓰쓰이 성주. 뒤에 야마토 고리 산성주. 업적에 대해서는 『다몬인 일기』에 자세히 기술되어 있다.

## 같이 보기
- 다몬 산성

| 전임 쓰쓰이 준쇼 | 야마토 쓰쓰이 씨 종가 당주 1550년 ~ 1584년 | 후임 쓰쓰이 사다쓰구 |